# Eunha-myeon
Eunha-myeon (koreanska: 은하면) är en socken i kommunen Hongseong-gun i provinsen Södra Chungcheong i Sydkorea, 120 km söder om huvudstaden Seoul.